# Moulinet (Alpes-Maritimes)
Moulinet település Franciaországban, Alpes-Maritimes megyében. Lakosainak száma 253 fő (2022. január 1.). Moulinet La Bollène-Vésubie, Breil-sur-Roya, Lantosque, Lucéram és Sospel községekkel határos.

## Népesség
A település népességének változása:
| Lakosok száma | 265  | 164  | 193  | 223  | 246  | 274  | 273  | 251  | 252  | 253  |
|               | 1968 | 1982 | 1990 | 2006 | 2013 | 2015 | 2017 | 2019 | 2020 | 2022 |